# Educação da criança surda

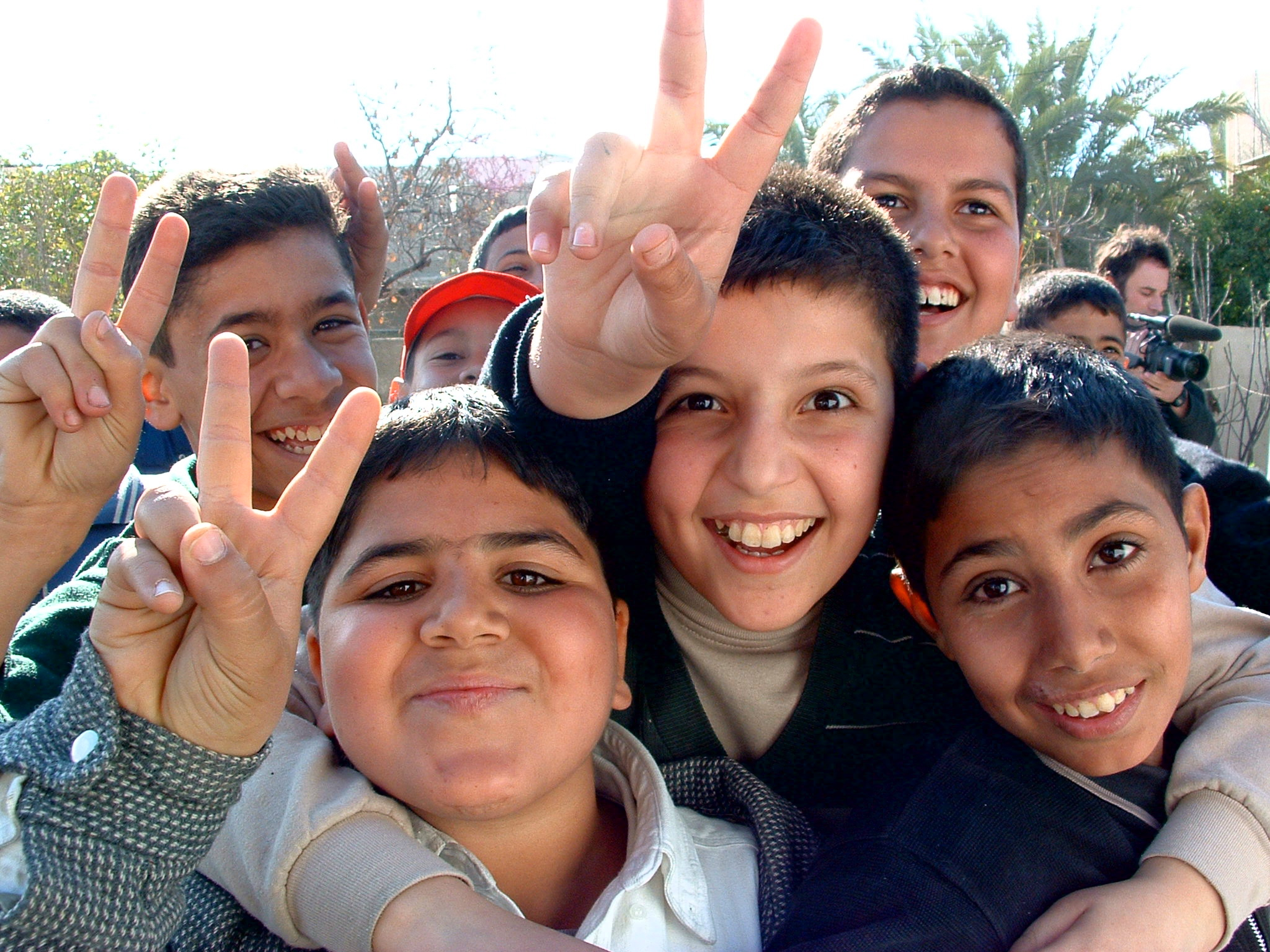
Crianças fazendo sinal V

A educação é fulcral no crescimento da pessoa. A educação da criança surda é um direito, faz parte da sua condição como ser humano e o dever de educar é uma exigência do adulto, do pai e do educador.
Para a criança surda, tal como para a criança ouvinte, o pleno desenvolvimento das suas capacidades linguísticas, emocionais e sociais é uma condição imprescindível para o seu desenvolvimento como pessoa.

## O ensino da Língua Portuguesa
A linguagem é essencial à vida em comunidade, pois é através dela que partilhamos ideias, emoções, experiências. Sem a linguagem as nossas potencialidades como ser humano ficam muitíssimo reduzidas.
No caso dos surdos oralizados, a escolarização envolve também sessões com fonoaudiólogos, leitura labial, uso de equipamentos para facilitar a comunicação e a participação ativa dos pais.
Mas o mesmo não acontece com uma porcentagem dos surdos cuja principal língua utilizada é a língua gestual, logo, para eles o conhecimento da escrita implica a aprendizagem de uma nova língua. Surgem então dois desafios:
- Criação de condições que permitam o pleno desenvolvimento da criança;
- Criação de condições que permitam a sua aptidão para interagir em diversos sistemas sociais e linguísticos: na comunidade de surdos e na comunidade ouvinte.

O sucesso escolar depende, em grande parte, do domínio da língua de escolarização. Além disso, a linguagem escrita é a modalidade de comunicação mais facilmente partilhável por surdos e ouvintes.

### Como ensinar o surdo sinalizado a ler?
A criança com bom domínio da língua gestual tem vantagem, quando chega à escola.
Há três tipos de ambientes de aprendizagem:
- Centrada no aluno - experiência linguística, hábitos literácitos da família, atitudes e valores;
- Ancorada na avaliação - progresso do aluno, comparação com pares;
- Referenciada ao conhecimento - autonomia e fluência  da leitura; desenvoltura e correcção no uso multi funcional da escrita; conhecimento da estrutura da Língua Portuguesa.

#### Descoberta das letras
Começar por criar noção de que:
1. nomes diferentes começam por letras diferentes;
2. sequências de letras diferentes resultam em palavras com significados diferentes;
3. é possível corresponder a letra a algo que ela representa – dactilologia;
4. criar consciência de que movimentos articulatórios estão na base de determinado som.

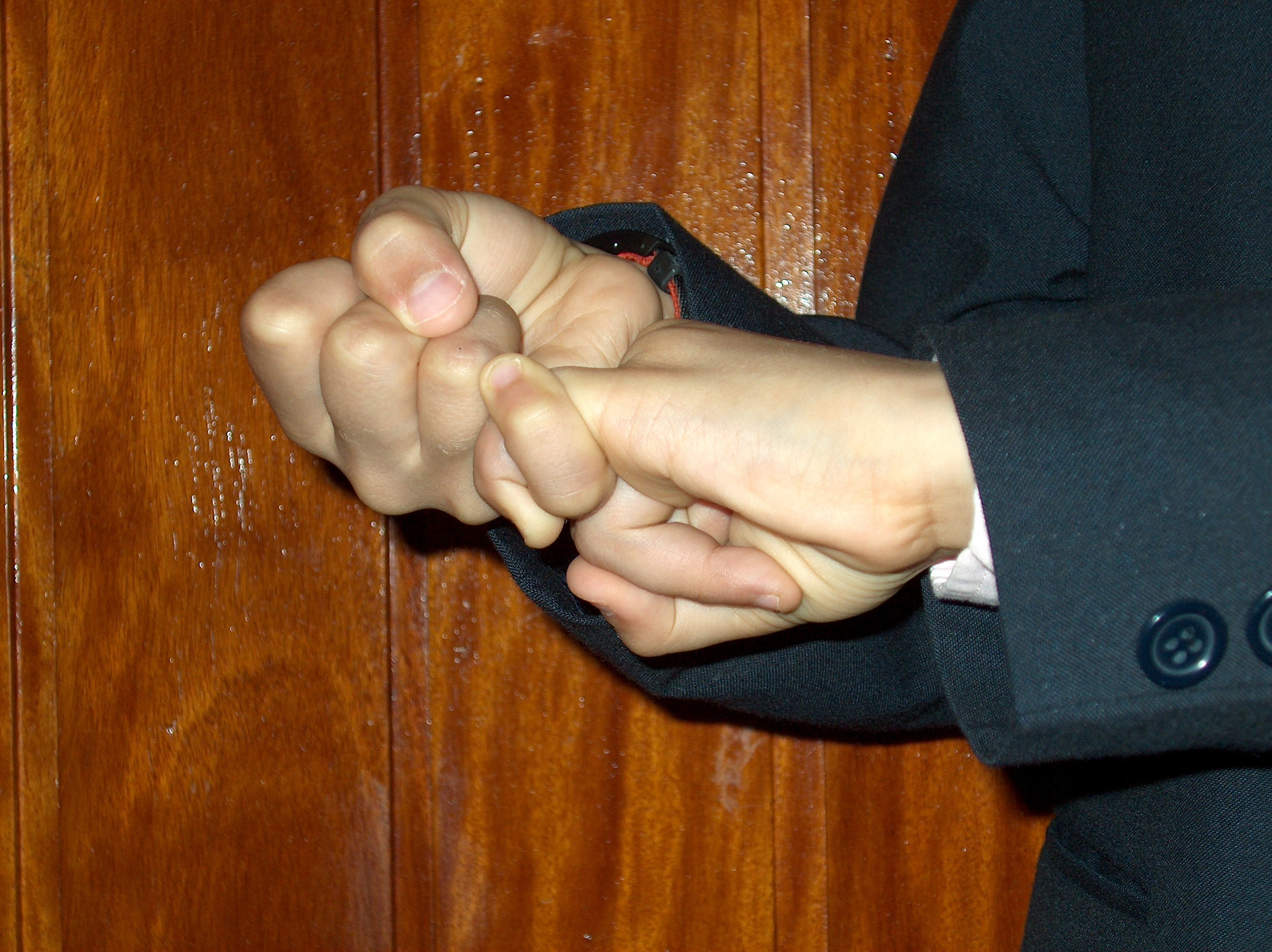
Criança gestualizando

Com isto temos o objectivo que a criança surda saiba que:
1. unidades mínimas são diferentes entre si;
2. a sua presença altera o significado da palavra;
3. letra é a representação de um som (nas línguas orais onde se aplica esta regra);
4. letras têm nome.

Estas noções podem ser criadas com ajudas tais como o computador, desenhos, livros, entre outros que o educador julgue útil para a especificidade do caso em questão.

#### Descoberta da natureza da linguagem escrita
A fim de que a criança vá interiorizando a escrita devem ser criadas algumas rotinas, com o objectivo de que a criança grave as seguintes noções:
1. a escrita tem informação que é destinada a ser lida;
2. essa informação é imutável;
3. essa informação aparece em variados meios;
4. sinais de escrita são distintos de outras produções gráficas;
5. os mesmos organizam-se segundo padrões definidos.

Assim, é bom que o educador comece por ler histórias para a criança, com posterior tradução para a língua gestual. Após a leitura deve ser discutido o assunto lido.
Serve também de ajuda, neste assunto, que o educador ensine à criança como usar, por exemplo, o calendário, como identificar o seu nome (por descobri-lo por entre outras palavras), como reconhecer marcas comerciais.

#### Descoberta da existência de palavras
O educador deve desenvolver actividades para ensinar e estimular a criança a:
1. reconhecer unidades de cadeias gráficas (palavras);
2. perceber que as palavras têm significado;
3. perceber que as palavras estão isoladas no texto, pelos espaços;
4. saber onde começa e onde acaba a palavra;
5. saber que palavras iguais têm o mesmo significado e gesto (sinal).

### Aprendizagem da compreensão da leitura
A leitura é uma actividade cognitiva, o seu alvo é a obtenção de significado. Na  Língua Portuguesa, a aprendizagem da gramática é difícil para qualquer aluno que esteja a aprender uma segunda língua, para o aluno surdo também, especialmente frases na voz passiva, o complemento indirecto, as orações relativas, as conjunções, artigos e os pronomes (para além de existir também dificuldades inerentes com o vocabulário).
A estrutura dos textos, qualquer que seja o seu objectivo (informar, divertir, persuadir o leitor), tem que ver com a forma como as ideias se organizam, com vista à clareza da exposição do conteúdo. Por isso, para diferentes tipos de texto, serão necessárias diferentes abordagens.
Perante os textos informativos é necessário que a criança aprenda, deste modo a:
1. tomar atenção aos sinais de aproximação ao conteúdo, tais como o título, fotografias,  imagens, entre outros;
2. identificar o tema da informação;
3. identificar a ideia principal.

Podem ser usadas algumas ajudas, como estratégias para o treinamento da compreensão deste tipo de textos, como por exemplo o questionamento do texto (O que sugere o título? O que o autor nos quer transmitir? Será que poderia existir um final diferente?), também a interpretação do texto para a língua gestual (com especial atenção às palavras-chave do texto, à qual devem sempre ser associados sinónimos, para uma melhor compreensão por parte do surdo).

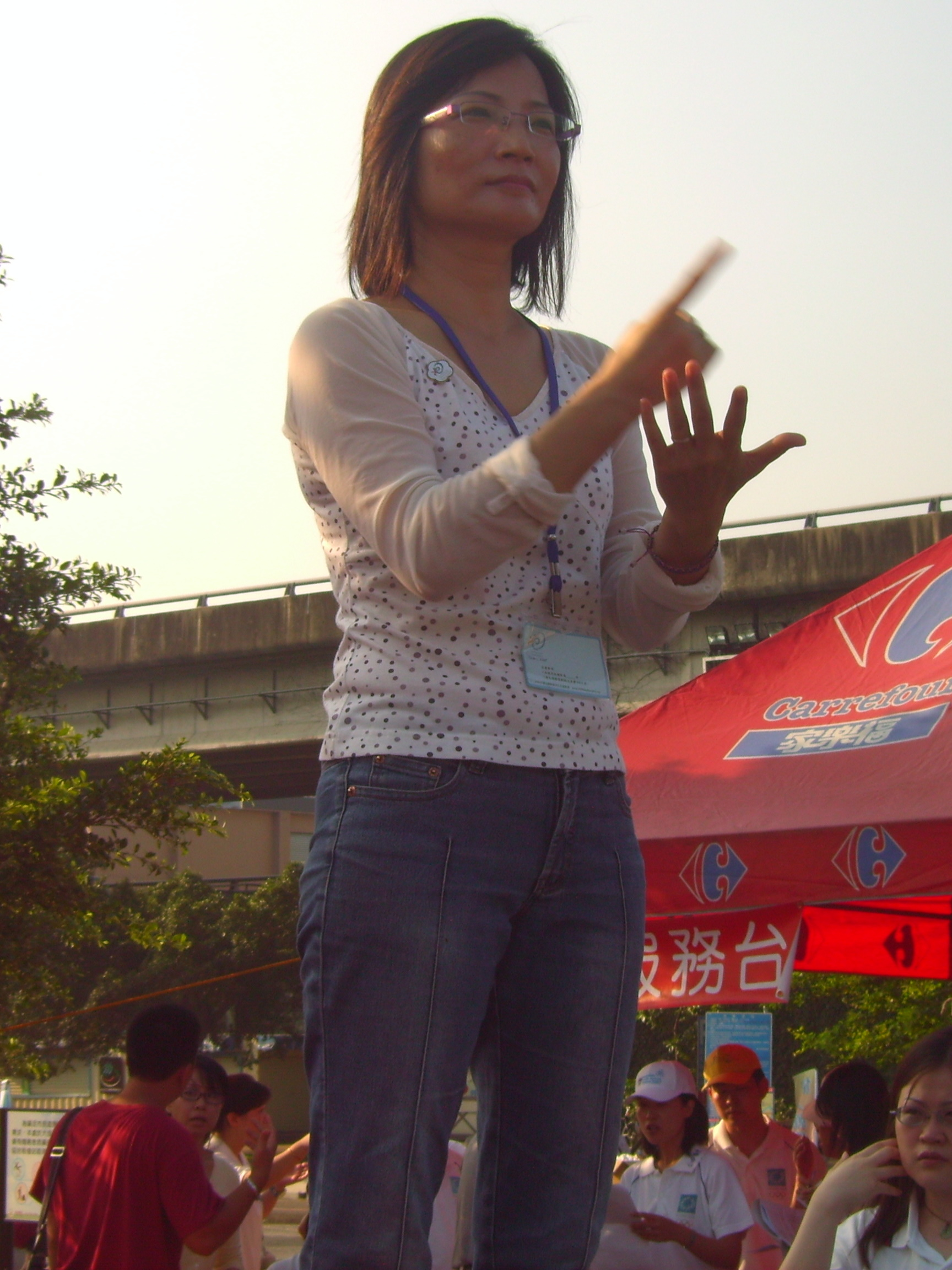
Intérprete

Perante os textos narrativos, os objectivos a serem alcançados pelo surdo são:
1. recorrer a imagens, esquemas e ilustrações como complemento da informação textual;
2. identificar as etapas do processo temporal;
3. identificar e compreender os verbos da acção;
4. recorrer à consulta do texto sempre que a tarefa o requerer.

Para este tipo de texto podem ser utilizados os seguintes tópicos de ajuda: a elaboração do esquema da história, o reconto e revisão da história em língua gestual, a ilustração, e a tradução e revisão da história em texto escrito.
Existem, no entanto, contextos educativos que podem influenciar a compreensão da leitura, são eles: o contexto psicológico (tem que ver com a intenção da leitura), o contexto social (engloba as intervenções de professores e de colegas do meio escolar) e o contexto físico (inclui todas as condições materiais em que se desenrola a leitura).

## Desenvolvimento social e emocional da criança surda
É por meio dos relacionamentos sociais que descobrimos o que é necessário para viver na sociedade. O primeiro contato social da criança é no meio familiar. Segundo Santana e Bergamo (2005), os surdos foram durante muito tempo condenados por sua condição, considerados doentes, pela falta da comunicação oral e escondidos da sociedade pela sua família. A língua de sinais era proibida.
Recentemente, a Língua Brasileira de Sinais (Libras) foi reconhecida como língua materna dos surdos, através da Lei Nº 10.436 de 24 de abril de 2002, o que proporcionou aos mesmos um reconhecimento perante a sociedade. A aprendizagem social ou educacional, precisa de contribuições desde o nascimento da criança. A criança surda precisa ser compreendida pelas suas características e o relacionamento interpessoal familiar faz diferença no modo como essa criança irá se identificar enquanto parte das relações sociais.
É importante para os surdos que as pessoas consigam comunicar-se com eles através da Libras, para que haja a inclusão social. Serviços básicos como saúde, educação e comércio em geral muitas vezes não possuem pessoas qualificadas para o atendimento ao surdo, fazendo com que ele se sinta ainda mais excluído.
Portanto, a inclusão da Libras no cotidiano da sociedade seria indispensável para o desenvolvimento social do surdo.